# August Pepöck

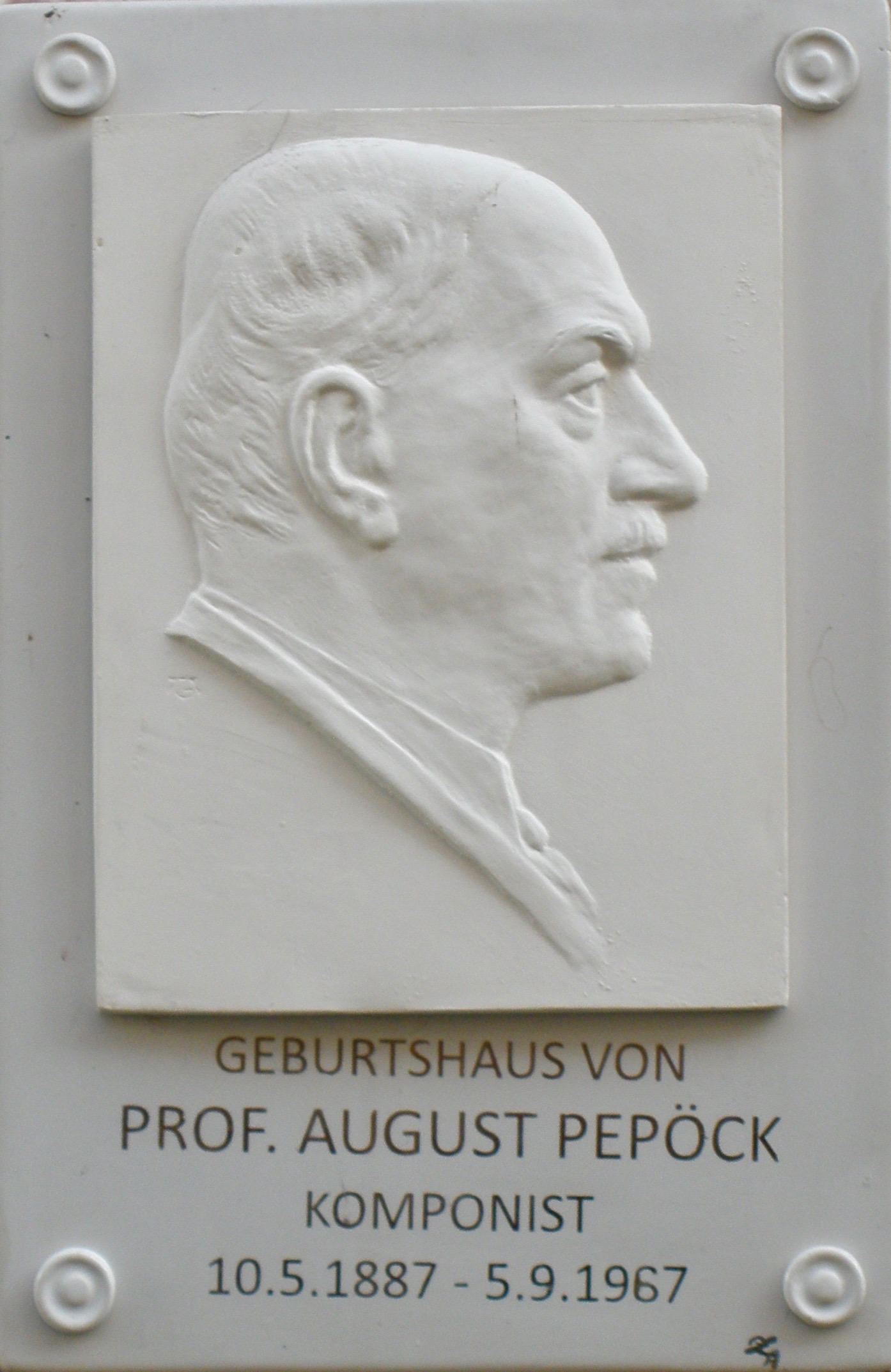
Gedenktafel mit Portraitrelief am Geburtshaus in Gmunden

August Pepöck (* 10. Mai 1887 in Gmunden, Oberösterreich; † 5. September 1967 ebenda) war ein österreichischer Kapellmeister und Komponist, der vor allem mit seinen Operetten erfolgreich war.

## Leben
August Pepöck war noch ein Kind, als sich zeigte, dass der Junge außerordentlich musikalisch begabt war. Im Alter von zwölf Jahren trat er in das Internat des Stifts Sankt Florian in der gleichnamigen oberösterreichischen Gemeinde ein und wurde Mitglied der dort ansässigen Sängerknaben, einem international bekannten Chor, dem auch schon Anton Bruckner angehört hatte. Von 1906 bis 1911 besuchte er in Wien das Konservatorium und studierte Kompositionslehre und Dirigieren. Seine Lehrer waren u. a. Robert Fuchs und Richard Heuberger. Während des Ersten Weltkrieges war er als Offizier des 14. Infanterieregimentes in Galizien stationiert.
Nach Ende des Krieges bekam er seine erste Stelle beim Stadttheater Troppau als Korrepetitor. Damit gab er sich aber nicht zufrieden; denn er wollte dirigieren. Dieser Wunsch wurde ihm im böhmischen Iglau erfüllt, wo er zum ersten Mal als Kapellmeister arbeiten durfte. Die weiteren Stationen in diesem Beruf waren Bozen, Reichenberg, Elberfeld und Dortmund. In seiner Freizeit komponierte er fleißig Männerchöre, Konzertouvertüren und Orchestersuiten. Damit hatte er so großen Erfolg, dass er sich bald ganz diesem Metier verschreiben konnte und sich 1926 als freischaffender Komponist in seiner Geburtsstadt niederließ.
1930 kam in Leipzig seine erste Operette „Mädel ade“ heraus, die ihm einen Achtungserfolg bescherte. Dies beflügelte ihn, fortan sein Schaffen fast ganz in den Dienst dieser Kunst zu stellen. Nach der weniger erfolgreichen „Trompeterliebe“ traf er 1937 mit der Operette „Hofball in Schönbrunn“ voll ins Schwarze. Dazu trug aber auch der dichterische Gehalt des Textbuches von Josef Wenter bei. Seinen Erfolg konnte Pepöck 1941 mit „Der Reiter der Kaiserin“ wiederholen. Nun waren seine Bühnenwerke an den meisten Theatern im deutschsprachigen Raum zu sehen. Seine Operetten, die nach diesem Werk noch folgten, waren weniger erfolgreich und sind heute vergessen.
1957 wurde August Pepöck anlässlich seines 70. Geburtstages eine besondere Ehre zuteil: Der österreichische Bundespräsident verlieh ihm den Titel „Professor“.

## Werke (Auswahl)

### Operetten
- Mädel ade (1930)
- Trompeterliebe (1934)
- Hofball in Schönbrunn (1937)
- Der Reiter der Kaiserin (1941)
- Drei Wochen Sonne (1942)
- Eine kleine Liebelei (1943)
- Fasching in Wien (1945)
- Frühling in Wien (1946)
- Die geborgte Frau  (1946)
- Der ewige Spitzbub (1947)
- Staatsauftrag, Neubearbeitung von Josef Strauss’ Frühlingsluft
- G’schichten aus dem Salzkammergut (1953)
- Hochzeit in Nymphenburg (1954)

### Sonstige
- Musik zum Film Die Frau des Anderen (1936, zusammen mit Michael Jary und Harry Hilm, Regie: Herbert Selpin)
- Männerchöre
- Ouvertüren
- Orchestersuiten
- Große Fest-Messe